# Santa Maria de Guàrdia de Tremp

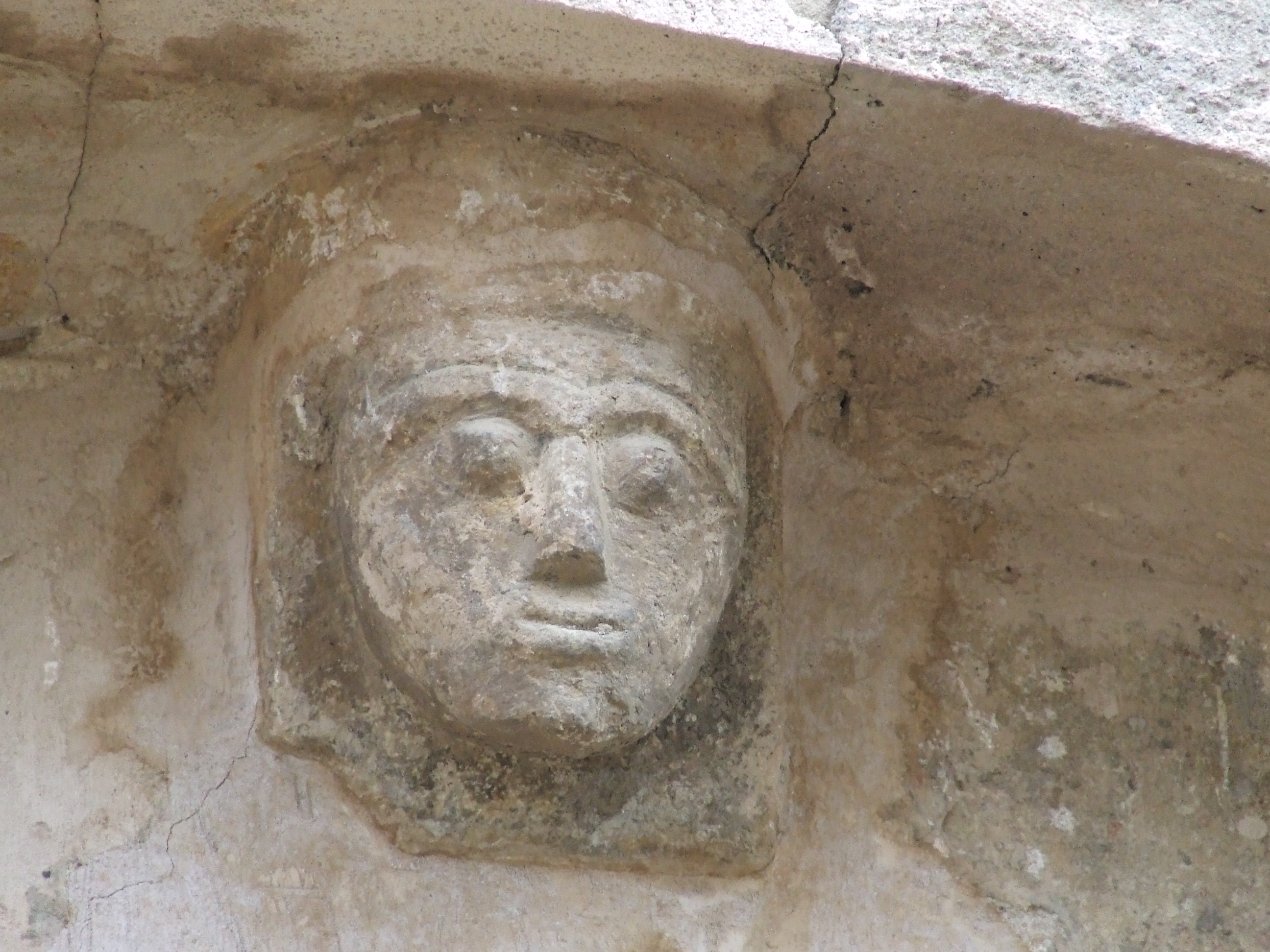
Petita escultura romànica al capdamunt de la porta de l'església

Santa Maria de Guàrdia de Tremp fou la primitiva església parroquial de la nova vila de Guàrdia de Tremp (l'actual Guàrdia de Noguera), quan aquesta es traslladà del lloc on era el poble castral inicial, on encara hi ha les ruïnes de l'antiga església parroquial de Sant Feliu de Guàrdia, al lloc actual. Amb el pas del temps es precisà més l'advocació de l'església, passant a ser-ne titular la Mare de Déu del Remei.
L'església tancava pel nord-est el clos de la vila, per la qual cosa bona part de l'edificació devia tenir aspecte de fortificació.
No es conserva a penes res del temple romànic, segurament tardà, primitiu: una petita escultura al capdamunt de la porta adovellada, possiblement una part de les pedres que formen la portalada, i un fragment del mur nord, amb pedres escairades i ben disposades en fileres regulars, com és propi d'una obra del segle xii.
La resta de l'església és posterior al 1650. Cal destacar-hi un retaule salvat de la devastació de la darrera guerra civil per la voluntat d'alguns habitants de la vila, entre ells el que fou cap del comitè revolucionari.

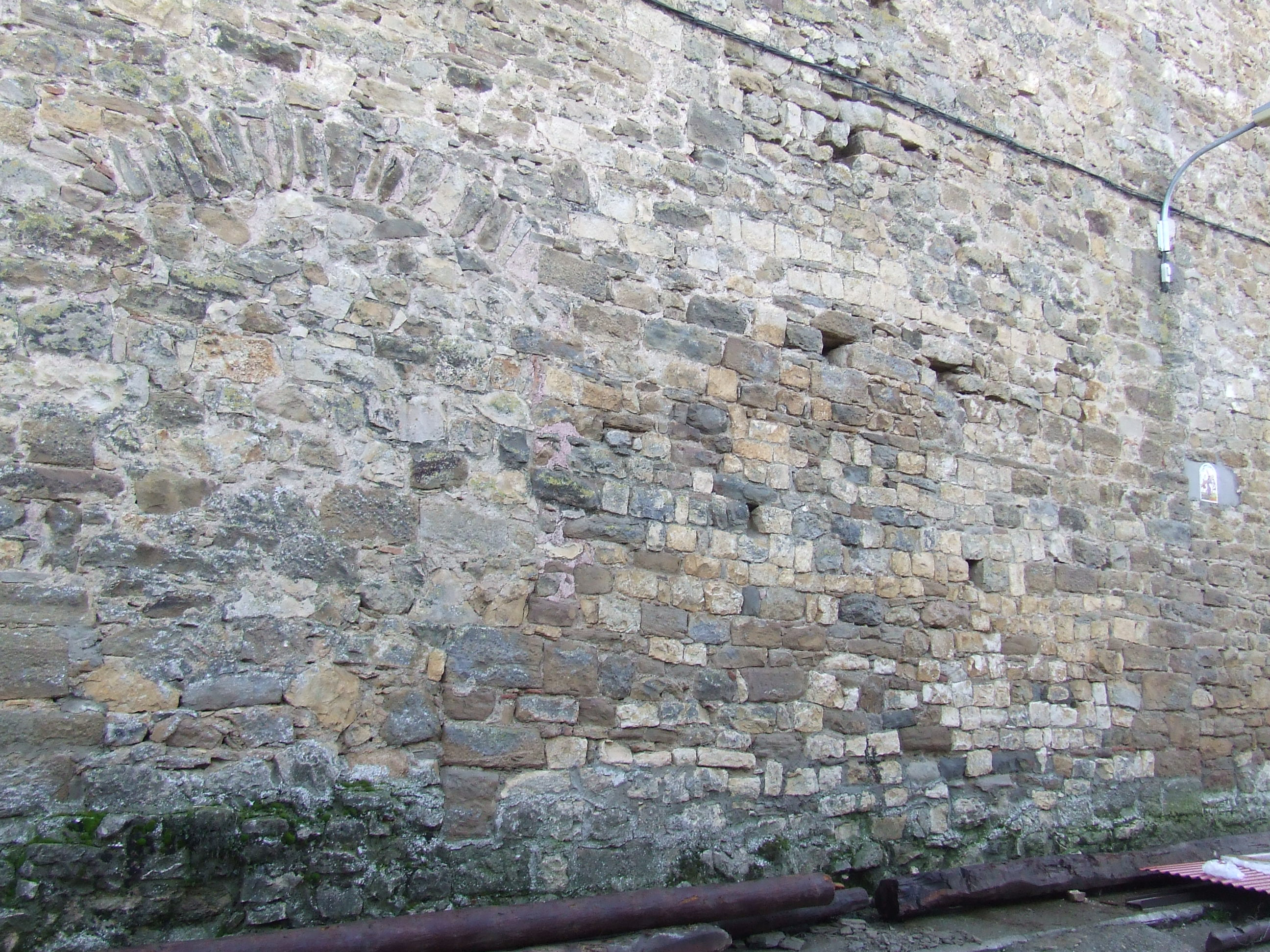
Fragment de paret medieval que es conserva al costat nord de l'església

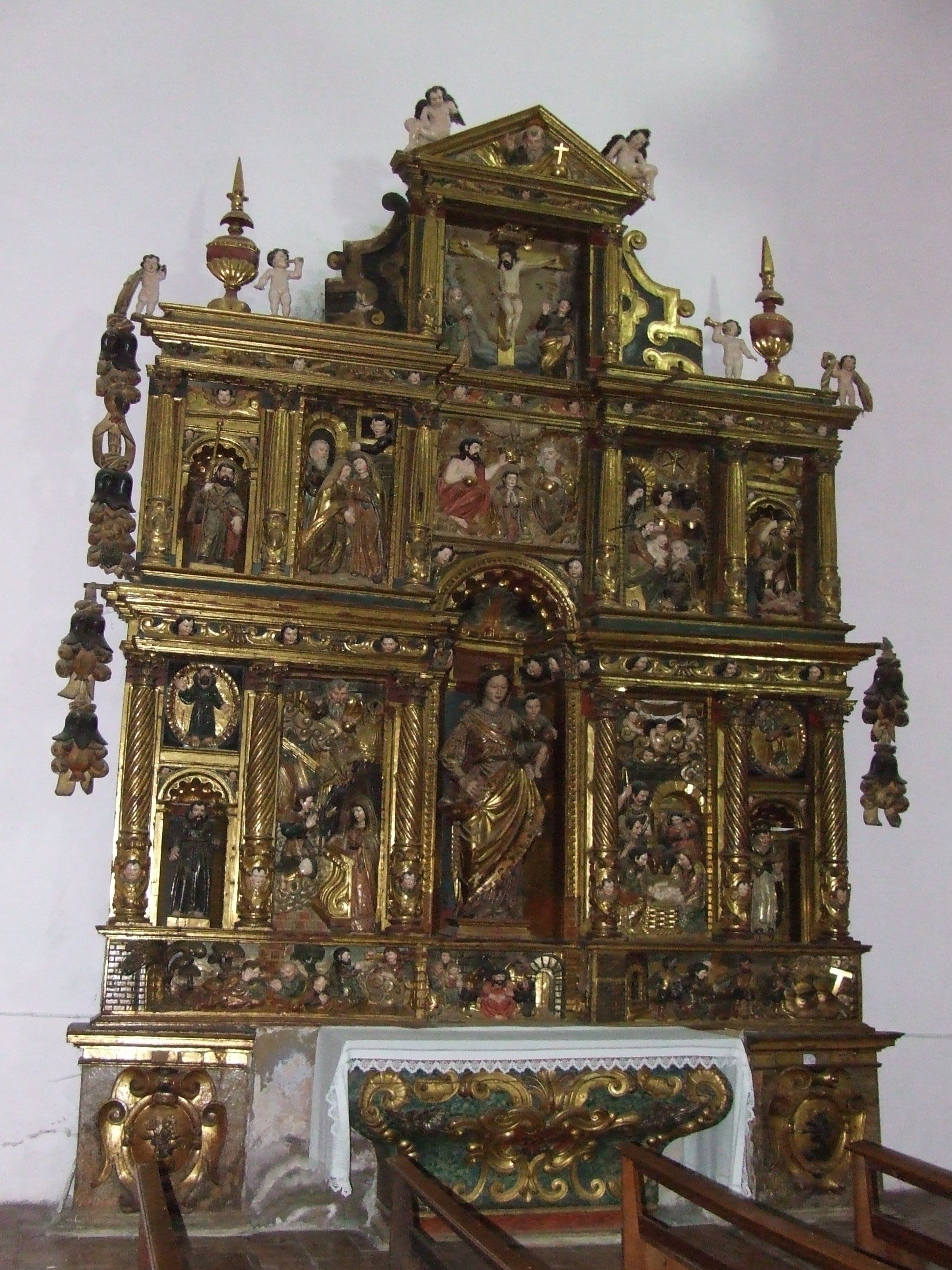
El retaule del Roser, renaixentista